# Rolene Strauss
Pour les articles homonymes, voir Strauss.
Rolene Strauss, née le 22 avril 1992 à Volksrust, est un mannequin sud-africain, élue Miss Afrique du Sud 2014. Elle est la 59e Miss Afrique du Sud. Élue Miss Monde 2014, elle est la seconde Sud-Africaine avoir été élue Miss Monde.
Elle est la deuxième Miss Monde qui a été étudiante en médecine au cours de son règne après Miss Monde 1966, Reita Faria.

## Biographie

### Jeunesse et études
Rolene Strauss est originaire de Volksrust, dans la province de Mpumalanga, née le 22 avril 1992. Elle est née d'un médecin, Hennie Strauss et d'une infirmière, Theresa. Baignant dans ce monde depuis son enfance, elle est étudiante en médecine à l'université de l'État-Libre à Bloemfontein. En 2000, à l'âge de 8 ans, Rolene Strauss est présente au couronnement de Jo-Ann Strauss en tant que Miss Afrique du Sud 2000 et depuis elle rêvait de remporter le titre.

### Élection Elite Model Look International 2007
Rolene Strauss participe et remporte la sélection nationale pour le concours Elite Model Look International organisé par l'agence de mannequins Elite Model Management. Âgée de 15 ans, elle est la plus jeune gagnante à avoir été élue à l'échelle nationale et a battu 11 autres concurrentes au concours. Elle a été placée parmi les quinze semi-finalistes à Elite Model Look International 2007 à la Maison municipale de Prague, en République tchèque le 21 mars 2008. Le concours a été remporté par le mannequin français Jennifer Messelier, suivie par le mannequin néerlandais Ymre Stiekema et le mannequin tchèque Hana Jirickova.

### Élection Miss Afrique du Sud 2014
Rolene Strauss est élue Miss Afrique du Sud 2014 et succède à Marilyn Ramos (en), Miss Afrique du Sud 2013 le 30 mars 2014. Le concours a été organisé par l'animatrice de télévision et de radio Elana Afrika-Bredenkamp. Elle a fait partie parmi des favorites de la presse pour ce concours. Le jury était composé de Amy Kleinhans, Miss Afrique du Sud 1992, de l'éditrice en chef du magazine sud-africain Glamour, Pnina Fenster, de l'éditeur de Destiny Man (en), Kojo Baffoe (en) et des personnalités de télévision et de radio, Anele Mdoda et Bonang Matheba (en),.
Ses dauphines :
- 1re dauphine : Ziphozakhe Zokufa
- 2e dauphine : Matlala Mokoko

#### Parcours
- Top 15 au concours Elite Model Look International 2007 à la Maison municipale de Prague, en République tchèque.
- Candidate au concours Miss Afrique du Sud 2010 à Sun City, en Afrique du Sud.
- Miss Afrique du Sud 2014 à Sun City, en Afrique du Sud.
- Miss Monde 2014 au ExCeL London de Londres, au Royaume-Uni.

### Élection Miss Monde 2014
En tant que lauréate de Miss Afrique du Sud 2014, Rolene Strauss avait déjà prévu pour concurrencer à la fois à Miss Univers 2014 et Miss Monde 2014. Traditionnellement, la gagnante de Miss Afrique du Sud participe à la fois aux concours internationaux. Toutefois, depuis qu'elle a été élue Miss Monde 2014, elle ne pouvait pas rivaliser à Miss Univers 2014. Ziphozakhe Zokufa, sa première dauphine l'a remplacé en tant que Miss Afrique du Sud 2014 à l'élection de Miss Univers 2014. Elle est la troisième Sud-Africaine à détenir le titre de Miss Monde. Elle est aussi la première citoyenne d'un pays africain à être couronnée Miss Monde depuis 2001, lorsque Agbani Darego est devenue la première et la seule femme noire d'Afrique à remporter le titre,.
Après son couronnement à Miss Monde ainsi qu'un bref voyage à Hong Kong et en Chine, elle a été invitée en Chine à bord du bateau de l'équipe de course Dongfeng pour la compétition de la course à voile Volvo Ocean Race 2014-2015 le 5 février 2015. Le 17 février 2015, elle a été l'invitée spéciale au concours Miss Indonésie à Jakarta. Elle a passé quatre jours en Indonésie, en prenant part à une conférence de presse aux côtés de la présidente de l'organisation Miss Monde, Julia Morley ainsi que des apparitions à la télévision nationale. Le 18 février 2015, en compagnie de Julia Morley, elles se rendent en direction vers les Philippines. Elles ont visité l'hôpital général des Philippines à Manille pour l'ouverture officielle du service de pédiatrie et oncologie pour enfants aux côtés de Megan Young, Miss Monde 2013, Valerie Weigmann (en), Miss Philippines Monde 2014 et de la présidente et chef de la direction de Sta, Alice Eduardo. Elle rejoint le ministre de l'environnement, des ressources naturelles et du sport, Navin Dissanayake (en) avec qui elle assiste au lancement du site Web du projet « Un million d'histoires d'arbre » lors de la cérémonie d'inauguration à Colombo, au Sri Lanka et où elle a planté le premier arbre du projet le 20 février 2015.
En mars 2015, elle a visité le centre correctionnel Leeuwkop à Johannesbourg, où elle est allée pour le projet d'un jardin potager qu'elle avait commencé pendant son règne en tant que Miss Afrique du Sud. Le 29 mars 2015, elle assiste au couronnement de son successeur, Liesl Laurie (en), élue Miss Afrique du Sud 2015 en compagnie de l'actrice sud-africaine Sophie Ndaba (en) et de Anneline Kriel, Miss Monde 1974.
Le 14 avril 2015, elle assiste au concours Miss Monde Amérique 2015 à Washington, aux États-Unis. Elle a également eu de brefs séjours à Las Vegas et Los Angeles. Le 16 juillet 2015, elle est accueillie à l'aéroport au Mexique par Miss Mexique 2015, Yamelin Ramírez (en) et Miss Univers 1991, Lupita Jones et où elle a commencé sa tournée de cinq jours.
Ses dauphines :
- 1re dauphine : Edina Kulcsár (en), Miss Monde Hongrie 2014
- 2e dauphine : Elizabeth Safrit, Miss États-Unis 2014

### Vie privée
Rolene Strauss a annoncé le 24 juillet 2015 ses fiançailles avec son partenaire qu'elle fréquente depuis trois ans, D'Niel Strauss, fondateur d'Orientis Venture Capital. Son mariage est fixé en février 2016. Ils ont deux garçons.